# Hilaira gibbosa
Hilaira gibbosa là một loài nhện trong họ Linyphiidae.
Loài này thuộc chi Hilaira. Hilaira gibbosa được Andrei V. Tanasevitch miêu tả năm 1982.